# Future Spa
| Future Spa   |                                              |
|              |                                              |
| Tillverkare  | Bally                                        |
| System       | Bally MPU AS-2518-35                         |
| Designer     | George Christian och "artwork" av Paul Faris |
| Utgivet      | 20 mars 1979                                 |
| Sålda kopior | 6 400                                        |

Future Spa är ett flipperspel producerat av Bally Technologies. Modellnummer på detta flipperspel är 1173-E. Temana är fitness, fantasy och avslappning. Future Spa är av typen widebody, vilket innebär att spelfältet är bredare än vid standard.